# Operacja Źródło Pokoju
Operacja Źródło Pokoju (tur. Barış Pınarı Harekâtı), turecka inwazja na Rożawę – operacja wojskowa rozpoczęta 9 października 2019 przez Tureckie Siły Zbrojne i sprzyjającą im Wolną Armię Syryjską, toczona przeciwko Autonomicznej Administracji Północnej i Wschodniej Syrii oraz Syryjskim Siłom Demokratycznym.

## Kontekst
W Syrii od 2011 roku trwała wojna domowa z udziałem kilku niezależnych od siebie stron. Turcja od wielu lat pozostawała przeciwnikiem separatystycznych ruchów kurdyjskich, które rząd turecki uważał za terrorystyczne. Ze względu na wewnętrzny konflikt w Syrii, północno-wschodni region tego kraju, zamieszkana w dużej mierze przez Kurdów Rożawa, stała się de facto niepodległym terytorium. Za obronę i porządek na terenie Rożawy odpowiadają paramilitarne Powszechne Jednostki Ochrony (YPG) oraz Kobiece Jednostki Ochrony (YPJ). Obie te formacje składają się głównie z osób narodowości kurdyjskiej, choć rekrutują spośród osób innych narodowości i wyznań zamieszkujących Rożawę. YPG i YPJ weszły w skład koalicji nazwanej Syryjskimi Siłami Demokratycznymi (SDF) i wzięły udział w walkach przeciw islamistom z ISIS.
W czasie międzynarodowej interwencji przeciwko Państwu Islamskiemu na terenie Rożawy pojawili się żołnierze amerykańscy i nawiązali kontakt z Kurdami, obiecując im gwarancję bezpieczeństwa.
W sierpniu 2019 roku prezydent Turcji, Recep Tayyip Erdoğan, zapowiedział użycie wojska przeciwko Kurdom na terenie Rożawy. Na początku października 2019 roku, wobec zbliżającej się tureckiej inwazji, wojska amerykańskie opuściły obszar przygraniczny przenosząc się na pola naftowe muhafazy Dajr az-Zaur. Prezydent Donald Trump stwierdził, że utrzymywanie bazy i patroli amerykańskich na granicy turecko-syryjskiej stało się dla USA zbyt kosztowne, a strony konfliktu w tej części Syrii powinny same rozstrzygnąć sytuację. 7 października w oświadczeniu z Białego Domu stwierdzono, że turecka inwazja to kwestia dni, a USA nie zamierzają jej powstrzymywać.

## Przebieg działań
Turcja zgromadziła przy granicy z Syrią (Rożawą), 80 tysięcy żołnierzy, a także artylerię i czołgi. Turków wspierało 14 tysięcy bojówkarzy z tzw. Wolnej Armii Syryjskiej (również pod nazwą Narodowa Armia Syryjska, nie mylić z walczącymi dla rządu centralnego Siłami Zbrojnymi Syrii). Władze Rożawy ogłosiły powszechną mobilizację w ciągu trzech dni.
9 października 2019 o godzinie 16:00 turecki prezydent Recep Tayyip Erdoğan ogłosił początek operacji wojskowej „Źródło pokoju”, której cele określono jako likwidację kurdyjskiej autonomii w północnej Syrii i zasiedlenie jej terenów przez ponad milion syryjskich uchodźców wojennych przebywających w Turcji. Wg Erdogana miałby powstać „pas bezpieczeństwa”, oddzielający Turcję od niepożądanego sąsiedztwa uzbrojonych Kurdów. Działania zbrojne rozpoczęli Turcy atakiem na Ras al-Ajn.
10 października Kurdowie ogłosili, że odparli turecki atak lądowy, który nastąpił po kilku godzinach od rozpoczęcia lotniczych bombardowań i ostrzału artyleryjskiego, gdy zapadła noc. Turcja jednak twierdziła, że „wszystko idzie zgodnie z planem”, a jej żołnierze zdołali wedrzeć się na terytorium syryjskie. Wojskom tureckim udało się zająć 11 wsi, po czym oddziały YPG skontrowały ten atak, lecz odbiły tylko dwie wsie.
12 października Ras al-Ajn zostało zaatakowane z trzech kierunków, z użyciem tureckiej artylerii, rakiet i dronów. Turcy zajęli przedmieścia i strefę przemysłową. W walkach tych wzięła udział pro-turecka Wolna Armia Syrii. Liczba uchodźców w regionie wzrosła do ponad 100 tysięcy. Wśród ofiar tego dnia znalazła się m.in. kurdyjska działaczka Hewrin Chalaf. Według doniesień z 13 października, w wyniku walk poległo od 45 do 104 bojowników SDF.
14 października Siły Zbrojne Syrii rozpoczęły przegrupowanie aby pomóc w odparciu tureckiej inwazji i wkroczyły do Tall Tamr, 15 października do Manbidżu, zaś 16 października do Ajn al-Arab. Władze Rożawy zgodziły się, aby oddziały YPG były włączane do armii syryjskiej dla wspólnej walki z Turkami.
17 października, po wizycie delegacji amerykańskiej w Ankarze, Turcja ogłosiła pięciodniowe zawieszenie broni, co spotkało się z krytyką przez Kurdów jako de facto przyzwolenie na turecką okupację. Porozumienie to nie było od razu respektowane, jako że 18 października trwały jeszcze walki w mieście Ras al-Ajn. Tego samego dnia Czerwony Półksiężyc alarmował, że Turcy mogli użyć gazów bojowych, a do szpitala w Al-Hasace trafiło sześciu pacjentów poparzonych nieznaną substancją.
23 października odbyły się rozmowy turecko-rosyjskie w Soczi, na którym Rosja zgodziła się na to, by pod kontrolą turecką pozostał pas ziemi o szerokości 32 km, między miastami Ras al-Ajn i Tall Abjad, natomiast rosyjska żandarmeria wojskowa będzie czuwać nad przestrzeganiem zawieszenia broni. Już następnego dnia Siły Zbrojne Syrii wraz z rosyjską żandarmerią wojskową zaczęły wspólnie patrolować pogranicze, oddziały te były przyjaźnie przyjmowane przez ludność cywilną. Doszło jednak też do incydentu, w którym pro-tureckie bojówki ostrzelały oddział syryjski.
27 października Syryjskie Siły Demokratyczne (SDF) wydały oświadczenie, w którym poinformowały o podporządkowaniu się międzynarodowym ustaleniom i opuszczeniu strefy granicznej. Poparcie dla tej decyzji wyraził rząd w Damaszku. 29 października Rosja potwierdziła, że Kurdowie wypełnili ustalenia.

## Reakcje

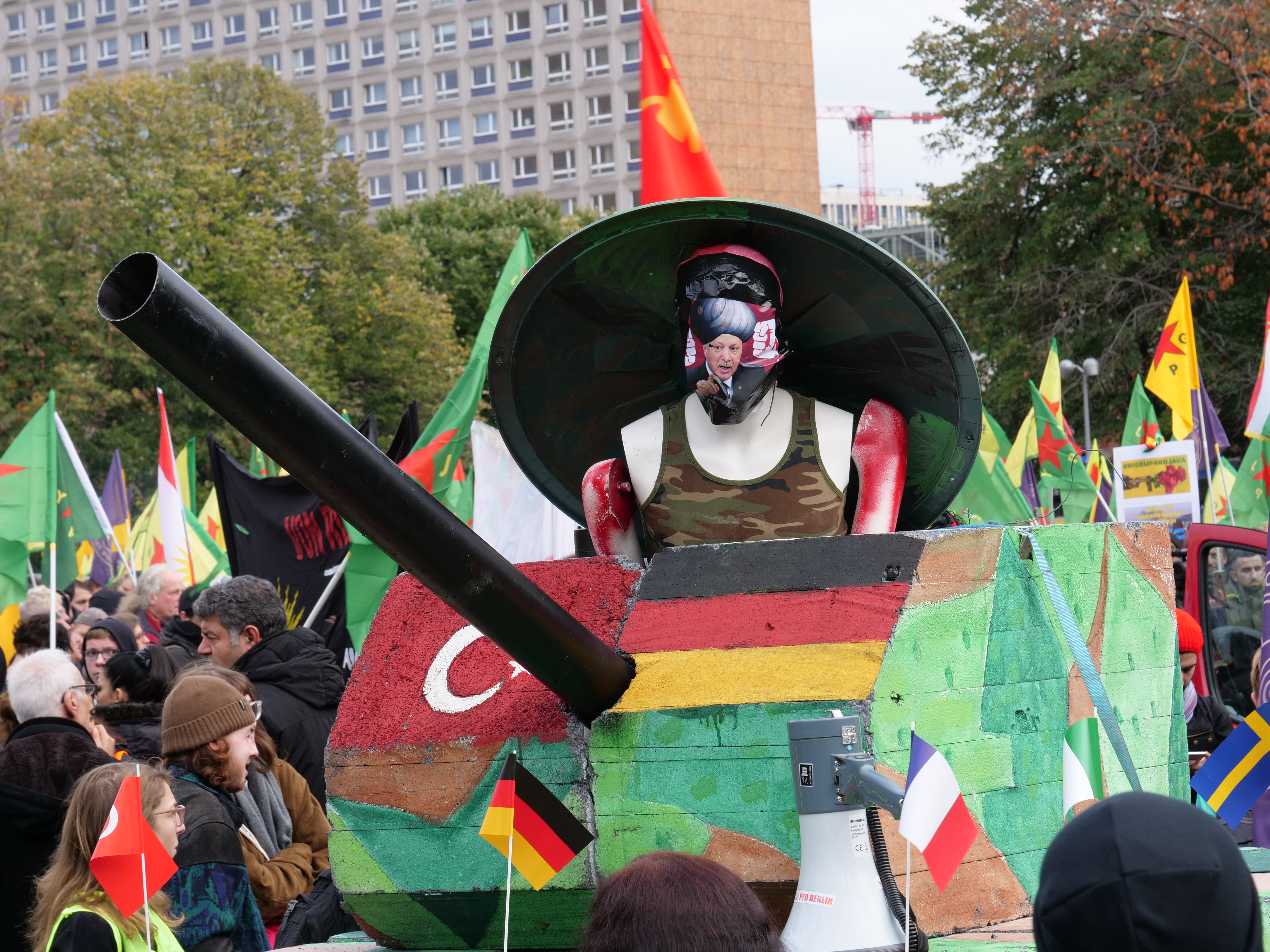
Demonstracja w Berlinie przeciwko tureckiej agresji, 2 listopada 2019.

- Syria: 10 października rząd Syrii ogłosił zamiar pomocy Kurdom w obronie[15]. Władze w Damaszku nie uznają autonomii Rożawy, jednak zgodziły się negocjować z Kurdami[potrzebny przypis]. 14 października armia syryjska podjęła działania mające na celu wyparcie wojsk tureckich z terenu Syrii/Rożawy[potrzebny przypis]. W Al-Kamiszli, Hasace i Dajr az-Zaur odbyły się demonstracje poparcia dla władz Syrii oraz sprzeciwu przeciwko polityce Turcji i USA[34].
- Unia Europejska: UE domagała się wstrzymania ofensywy[14].
- Rosja: Władimir Putin zaapelował do Erdoğana o rozwagę[potrzebny przypis]. Minister Siergiej Ławrow zaapelował o „poszanowanie jedności terytorialnej” Syrii[35]. Rzecznik prasowy Dmitrij Pieskow stwierdził, że wycofanie obcych wojsk z Syrii jest sprawą priorytetową[36].
- Stany Zjednoczone: Donald Trump początkowo oświadczył, że turecka operacja nie przekracza „czerwonej linii”[16], później jednak groził sankcjami przeciwko Turcji[potrzebny przypis]. 13 listopada prezydent Trump powiedział, że amerykański oddział wojskowy w Syrii jest tam już „tylko dla ropy”[37].
- Polska: W Warszawie i w Krakowie odbyły się manifestacje poparcia dla Rożawy i Kurdystanu[38][39].
- Turcja: Część Turków protestowała przeciwko inwazji, w sprawie interweniowała policja[40], aresztowanych zostało 78 osób[41].

### Oskarżenie Turcji o zbrodnie wojenne

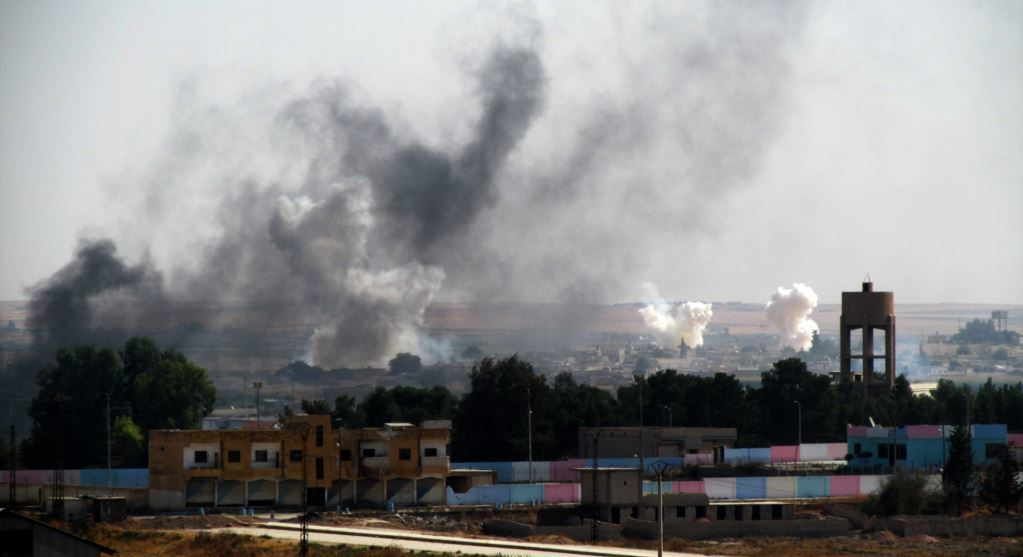
Dym nad Tall Abjad, po zbombardowaniu przez Turcję.

Kurdyjscy lekarze donosili o wielu pacjentach z poważnymi oparzeniami, rzekomo spowodowanymi bronią chemiczną. Oskarżyli oni Turcję o stosowanie białego fosforu do atakowania ludzi. Hamish de Bretton-Gordon, były dowódca brytyjskiego pułku chemicznego, biologicznego, radiologicznego i jądrowego, potwierdził na podstawie zdjęć użycie fosforu. Turecką armię podejrzewano też o stosowanie napalmu.
Organizacja ds. Zakazu Broni Chemicznej (OPCW) informowała 18 października, że jest świadoma sytuacji i zbiera informacje na temat zgłaszanego stosowania broni chemicznej. Później ta organizacja oświadczyła, że nie może potwierdzić użycia napalmu lub białego fosforu. Ostatecznie OPCW odmówiła wszczęcia dochodzenia w sprawie domniemanego użycia białego fosforu przez siły tureckie, argumentując, że kwestia ta wykracza poza ich zakres. Natomiast organizacja Amnesty International oświadczyła, że zgromadziła dowody zbrodni wojennych i innych przestępstw popełnionych przez wojska tureckie i wspierane przez nie bojówki.
Turcja zaprzeczyła wszystkim zarzutom. Turecki minister obrony Hulusi Akar w odpowiedzi na zarzuty stwierdził, że to „terroryści” (Kurdowie) używają broni chemicznej i zrzucają winę na Tureckie Siły Zbrojne, oraz że „powszechnie wiadomo”, iż armia turecka nie posiada broni chemicznej.

## Następstwa
Wobec wycofania się SDF ze strefy granicznej, 29 października walki turecko-kurdyjskie zostały wstrzymane. Od 1 listopada Turcy przeprowadzali wspólne patrole graniczne z żandarmerią rosyjską. Turcy uwolnili też 18 przetrzymywanych jeńców z armii syryjskiej. 2 listopada w Tall Abjad w wyniku eksplozji bomby podłożonej w samochodzie zginęło 13 osób. Ministerstwo Obrony Syrii ponowiło apele do bojowników kurdyjskich o wstępowanie do armii syryjskiej. Do 14 listopada Siły Zbrojne Syrii obsadziły granicę muhafazie Al-Hasaka do miejscowości Al-Malikijja.